# Lijst van trainers van Red Bull Salzburg
Deze lijst omvat de voetbalcoaches die de Oostenrijkse club Red Bull Salzburg hebben getraind vanaf 1973 tot op heden.
| Trainer-coaches van Red Bull Salzburg sinds 1973 | Trainer-coaches van Red Bull Salzburg sinds 1973 | Trainer-coaches van Red Bull Salzburg sinds 1973 | Trainer-coaches van Red Bull Salzburg sinds 1973 | Trainer-coaches van Red Bull Salzburg sinds 1973 | Trainer-coaches van Red Bull Salzburg sinds 1973 | Trainer-coaches van Red Bull Salzburg sinds 1973 | Trainer-coaches van Red Bull Salzburg sinds 1973 | Trainer-coaches van Red Bull Salzburg sinds 1973 |
| Naam                                             | Geboren                                          | Aangesteld                                       | Opgestapt                                        | Wed.                                             | W                                                | G                                                | V                                                | Gem.                                             |
| ------------------------------------------------ | ------------------------------------------------ | ------------------------------------------------ | ------------------------------------------------ | ------------------------------------------------ | ------------------------------------------------ | ------------------------------------------------ | ------------------------------------------------ | ------------------------------------------------ |
| Pepijn Lijnders                                  | Jan 24, 1983                                     | Mei 15, 2024                                     | December 16, 2024                                | 0                                                | 0                                                | 0                                                | 0                                                | 0,00                                             |
| Onur Cinel                                       | Jun 17, 1985                                     | Apr 15, 2024                                     | Mei 15, 2024                                     | 6                                                | 3                                                | 1                                                | 2                                                | 1,67                                             |
| Gerhard Struber                                  | Jan 24, 1977                                     | Jul 31, 2023                                     | Apr 15, 2024                                     | 34                                               | 20                                               | 6                                                | 8                                                | 1,94                                             |
| Matthias Jaissle                                 | Apr 5, 1988                                      | Jul 1, 2021                                      | Jul 28, 2023                                     | 92                                               | 64                                               | 18                                               | 10                                               | 2,28                                             |
| Jesse Marsch                                     | Nov 8, 1973                                      | Jun 20, 2019                                     | Jun 30, 2021                                     | 94                                               | 64                                               | 13                                               | 17                                               | 2,18                                             |
| Marco Rose                                       | Sep 11, 1976                                     | Jun 23, 2017                                     | Jun 20, 2019                                     | 114                                              | 82                                               | 22                                               | 10                                               | 2,35                                             |
| Óscar García                                     | Apr 26, 1973                                     | Dec 28, 2015                                     | Jun 14, 2017                                     | 47                                               | 30                                               | 9                                                | 8                                                | 2,11                                             |
| Thomas Letsch                                    | Aug 26, 1968                                     | Dec 3, 2015                                      | Dec 14, 2015                                     | 2                                                | 1                                                | 1                                                | 0                                                | 2,00                                             |
| Peter Zeidler                                    | Aug 8, 1962                                      | Jun 22, 2015                                     | Dec 3, 2015                                      | 25                                               | 13                                               | 6                                                | 6                                                | 1,80                                             |
| Adi Hütter                                       | Feb 11, 1970                                     | Jun 1, 2014                                      | Jun 15, 2015                                     | 54                                               | 35                                               | 8                                                | 11                                               | 2,09                                             |
| Roger Schmidt                                    | Mar 13, 1967                                     | Jul 1, 2012                                      | May 31, 2014                                     | 99                                               | 68                                               | 18                                               | 13                                               | 2,24                                             |
| Ricardo Moniz                                    | Jun 17, 1964                                     | Apr 8, 2011                                      | Jun 12, 2012                                     | 65                                               | 38                                               | 14                                               | 13                                               | 1,97                                             |
| Huub Stevens                                     | Nov 29, 1953                                     | Jun 15, 2009                                     | Apr 8, 2011                                      | 94                                               | 46                                               | 28                                               | 20                                               | 1,77                                             |
| Co Adriaanse                                     | Jul 21, 1947                                     | Jul 1, 2008                                      | Jun 15, 2009                                     | 45                                               | 28                                               | 5                                                | 12                                               | 1,98                                             |
| Giovanni Trapattoni                              | Mar 17, 1939                                     | Jun 1, 2006                                      | Apr 30, 2008                                     | 87                                               | 48                                               | 19                                               | 20                                               | 1,87                                             |
| Kurt Jara                                        | Oct 14, 1950                                     | Jul 1, 2005                                      | May 31, 2006                                     | 38                                               | 21                                               | 3                                                | 14                                               | 1,74                                             |
| Manfred Linzmaier                                | Aug 27, 1962                                     | Apr 18, 2005                                     | Jun 30, 2005                                     | 8                                                | 3                                                | 3                                                | 2                                                | 1,50                                             |
| Nikola Jurčević                                  | Sep 14, 1966                                     | Mar 7, 2005                                      | Apr 18, 2005                                     | 6                                                | 1                                                | 0                                                | 5                                                | 0,50                                             |
| Peter Assion                                     | Aug 24, 1959                                     | Mar 16, 2004                                     | Mar 31, 2005                                     | 38                                               | 12                                               | 8                                                | 18                                               | 1,16                                             |
| Walter Hörmann                                   | Sep 13, 1961                                     | Jan 1, 2004                                      | Mar 15, 2004                                     | 4                                                | 0                                                | 1                                                | 3                                                | 0,25                                             |
| Peter Assion                                     | Aug 24, 1959                                     | Nov 1, 2003                                      | Dec 31, 2003                                     | 7                                                | 3                                                | 1                                                | 3                                                | 1,43                                             |
| Lars Söndergaard                                 | Apr 5, 1959                                      | Sep 11, 2001                                     | Oct 29, 2003                                     | 87                                               | 35                                               | 18                                               | 34                                               | 1,41                                             |
| Hans Backe                                       | Feb 14, 1952                                     | Jul 1, 2000                                      | Sep 10, 2001                                     | 54                                               | 21                                               | 15                                               | 18                                               | 1,44                                             |
| Miroslav Polak                                   | Mar 8, 1958                                      | Jan 10, 2000                                     | Jun 30, 2000                                     | 19                                               | 8                                                | 2                                                | 9                                                | 1,37                                             |
| Hans Krankl                                      | Feb 14, 1953                                     | Apr 2, 1998                                      | Jan 9, 2000                                      | 80                                               | 35                                               | 23                                               | 22                                               | 1,60                                             |
| Heribert Weber                                   | Jun 28, 1955                                     | Mar 7, 1996                                      | Mar 31, 1998                                     | 90                                               | 40                                               | 24                                               | 26                                               | 1,60                                             |
| Hermann Stessl                                   | Sep 3, 1940                                      | Aug 29, 1995                                     | Mar 2, 1996                                      | 14                                               | 4                                                | 7                                                | 3                                                | 1,36                                             |
| Otto Barić                                       | Jun 19, 1932                                     | Jul 11, 1991                                     | Aug 29, 1995                                     | 183                                              | 96                                               | 48                                               | 39                                               | 1,84                                             |
| Kurt Wiebach                                     | Jun 6, 1946                                      | Apr 18, 1988                                     | Jun 30, 1991                                     | 72                                               | 25                                               | 22                                               | 25                                               | 1,35                                             |
| Hannes Winklbauer                                | Dec 25, 1949                                     | Jul 1, 1986                                      | Apr 16, 1988                                     | 3                                                | 2                                                | 1                                                | 0                                                | 2,33                                             |
| Adolf Blutsch                                    | Aug 18, 1940                                     | Nov 6, 1985                                      | Jun 30, 1986                                     | 39                                               | 14                                               | 10                                               | 15                                               | 1,33                                             |
| Hannes Winklbauer                                | Dec 25, 1949                                     | May 13, 1984                                     | Nov 2, 1985                                      | 32                                               | 8                                                | 5                                                | 19                                               | 0,91                                             |
| Jozef Obert                                      | Jan 4, 1938                                      | Jul 1, 1981                                      | May 11, 1984                                     | 92                                               | 33                                               | 20                                               | 39                                               | 1,29                                             |
| August Starek                                    | Feb 16, 1945                                     | Oct 5, 1980                                      | Jun 30, 1981                                     | 28                                               | 9                                                | 2                                                | 17                                               | 1,04                                             |
| Rudolf Strittich                                 | Mar 3, 1922                                      | Jul 1, 1980                                      | Oct 5, 1980                                      | 15                                               | 1                                                | 4                                                | 10                                               | 0,47                                             |
| Günter Praschak                                  | Sep 12, 1929                                     | Jul 1, 1973                                      | Jun 30, 1977                                     | 120                                              | 39                                               | 26                                               | 55                                               | 1,19                                             |